# 17063 Papaloizou
17063 Papaloizou è un asteroide della fascia principale. Scoperto nel 1999, presenta un'orbita caratterizzata da un semiasse maggiore pari a 2,3397022 UA e da un'eccentricità di 0,0379977, inclinata di 5,24533° rispetto all'eclittica.